# Amadeo VIII. Savojski
Amedeo VIII. Mirni (tal. Amedeo Il Pacifico), poznat i kao protupapa Feliks V. (Chambéry, 4. rujna 1383. - Ženeva, 7. siječnja 1451.), savojski grof (1391. – 1416.) i prvi savojski vojvoda (1416. – 1440.) te posljednji katolički protupapa (1439. – 1449.).

## Životopis

### Grof i vojvoda
Rođen je u obitelji savojskog grofa Amadea VII. i grofice Bonne od Berryja. Naslijedio je oca nakon njegove iznenadne smrti 1391. godino, no kako je bio maloljetni dječak, vlast je preuzelo regentsko vijeće. Godine 1393. oženio se Marijom Burgundskom, kćerkom burgundskog vojvode Filipa I. Proširio je teritorije savojske dinastije na Pijemont. Godine 1416. kralj Žigmund Luksemburški (od 1433. car Svetog Rimskog Carstva) uzdigao je Amedea na čast vojvode, koju je on kasnije prepustio svome sinu Luju.
Godine 1434. napustio je tron i povukao se u samostan u Ripaille. Međutim, nije se odrekao kontrole nad vojvodstvom te je i dalje upravljao zemljom, a njegove odredbe provodio je njegov sin Luj.

### Protupapa Feliks V.
Kad je papa Eugen IV. 1439. godine premjestio crkveni Sabor u Baselu-Ferrari-Firenci iz Basela u Ferraru, sabor se podijelio, a oni koji su ostali u Baselu svrgnuli su 5. studenog Eugena i nakon nekoliko sati Konklave izabrali Amedea koji je uzeo ime Feliks V. Nakon te odluke, Amadeo-Feliks se 1440. godine konačno odrekao naslova vojvode u korist svojeg sina i nasljednika.
Kao protupapa prebivao je u Ženevi, Lausanni i Baselu. Papom su ga priznavale Aragonija, Ugarska, Bavarska i Švicarska. Stoga se 7. travnja 1449. godine, na poziv pape Nikole V. odrekao službe te do smrti ostao kardinalom.
Odrekavši se papinstva, Amedeo se povukao u Ripagliu te nastavio savjetovati sina o političkim pitanjima. Kad je 6. siječnja 1451. godine umro, pokopan je u svojoj opatiji. Oko stoljeće kasnije, njegovi su ostatci premješteni u Torino.